# Filosofía de José Ortega y Gasset
La filosofía de José Ortega y Gasset se asienta en la vida humana y su realización. Funda el conocimiento de la vida humana como la realidad radical, uno de cuyos componentes esenciales es la propia razón.

«Yo soy yo y mi circunstancia, y si no la salvo a ella no me salvo yo»
Meditaciones del Quijote, 1914

## Corriente filosófica
Su corriente filosófica se encuentra en el vitalismo. Esta corriente se caracteriza por considerar la vida como centro de cualquier investigación filosófica. Su pensamiento empieza siendo objetivista y termina con el raciovitalismo, pasando por el perspectivismo.[cita requerida]
En realidad, su corriente es una superación del vitalismo y del racionalismo, tomando aspectos de las dos para crear el raciovitalismo, que considera la vida como centro de cualquier investigación y a su vez da bastante valor a la cultura y a la Razón, que el vitalismo clásico niega.[cita requerida]

## Objetivismo
Como en la filosofía Aristotélica, Ortega defiende la primacía de la existencia por encima de la conciencia. La verdad se define como correspondencia con la existencia y la razón como el método humano de entender y producir en la naturaleza. Las cosas no tienen significado intrínseco u objetivo sino subjetivo, con un estándar moral que define y jerarquiza la importancia y relevancia de las cosas.[cita requerida]

## Perspectivismo
Influenciado por la corriente del método adecuado de acercarse a las cosas, de conocer el contenido de la conciencia. La realidad radical va a ser la vida. No existen verdades eternas o absolutas, sino perspectivas sobre la verdad.Para Ortega la existencia está antes que el pensamiento. Si no existes, no puedes pensar. La verdad consta de la suma de perspectivas. Cada humano vive en un espacio y en un momento histórico que le da unas formas determinadas de ver y de pensar. Cada persona tiene su punto de vista particular de la realidad. No hay verdades atemporales, sino perspectivas de la realidad. Se mantiene distante de relativismo y dogmatismo. No puede existir una realidad que vista desde cualquier punto de vista resulte siempre idéntica y esto mismo ocurre con el conocimiento. No existe un punto de vista absoluto.

## Raciovitalismo
Ocupa la última etapa de su vida. En ella realiza una crítica al racionalismo y al vitalismo tal y como se entendían en su época, es decir respecto al yo. Recordemos que en Meditaciones del Quijote dice aquello de "yo soy yo y mi circunstancia". El vitalismo de Nietzsche, por ejemplo, defendía la vida del superhombre y no la de los demás individuos, por lo que no profundizaba en los conceptos de clasismo, especismo (término que no apareció hasta 1970), racismo y sexismo, si bien es cierto que en su última etapa le pide perdón al caballo de Turín por las atrocidades del racionalismo cartesiano.[cita requerida]
Nietzsche entendía la vida como un motor individual y no empático pero la tarea de Ortega y Gasset es unificar la razón y la vida para crear una síntesis homogénea y un sistema coherente. Por ello, niega la razón cartesiana, que consiste en el análisis de las cosas. No entra, sin embargo, a analizar las opiniones del filósofo francés respecto a la vida de animales no-humanos, a los que considera herramientas para uso y disfrute de las personas. No obstante, nos dice que cada vida es particular y pura transición.
Crítica al pragmatismo: Porque centra la verdad en la verificación. No es aceptable en el conocimiento, porque la verdad no puede reducirse a un criterio utilitario. La verdad tiene valor por sí misma.
Crítica al falso racionalismo: Tiene unos límites aunque sea incapaz de administrarlos. Pero la verdad no puede circunscribirse a los límites impuestos por la razón. La visión racionalista de la realidad es abstracta y no tiene en cuenta las cosas concretas. La vida y la verdad son temporales, aunque esta última tiene una dimensión objetiva.
Crítica al falso vitalismo: Crítica a los que reducen la vida como algo biológico y no tienen en cuenta la riqueza de la vida. No considera que la vida y los seres vivos son tarea exclusiva de la biología.

## Vida humana como realidad radical
Descartes demostraba la existencia a partir del pensamiento, con su "cogito ergo sum" (pienso, luego soy), argumentaba que su existencia era probada por su pensamiento. Ortega por su parte fundamenta el pensamiento en la vida, entendida esta como única realidad absoluta, la "vida" dista de la "existencia" cartesiana en que la vida es entendida por Ortega, como filósofo vitalista, como un impulso vital (influencia de Schopenhauer), lo que daría paso a su concepto de "razón vital", por su parte, Descartes entendía la existencia del "yo" cómo un ente pensante o "res cogitans", defendiendo en consecuencia, una posición dualista de la naturaleza humana.
El pensamiento va más allá de todo lo imaginable en la vida del ser humano. No basta con saber información o interpretar un texto o párrafo, se debe identificar y generar un conocimiento que abarque más allá de lo general.
La función del pensamiento no es tratar de enmarcar la vida en esquemas racionales, sino procurar seguirla para dar razón de ella.
La radicalidad de la vida significa que es algo incondicionado, tiene una realidad radical porque todo lo que nos acontece está referido a ella. Lo que queremos, pensamos o sentimos tiene que ver con ella, en pocas palabras, todo radica en ella y no puede existir nada fuera de ella, con base en lo anterior es algo de entender de una manera conceptual viniendo de una perspectiva cruda y un tanto cruel a la verdad radical.

## Doctrina de la circunstancia
No se puede entender la vida prescindiendo de las circunstancias. Las circunstancias del ser humano abarcan todo lo que forma parte de nuestra vida. Por tener cada individuo sus propias circunstancias, también tiene su punto de vista del mundo, dependiendo de ellas. El pensamiento nos hace conscientes de ellas. 

## Antropología
Los humanos nacemos con más desventajas que los animales. Cuando éstos por instinto se saben defender a sí mismos al poco tiempo, nosotros necesitaríamos incluso años. A pesar de ello se vuelve ventajosa gracias a nuestra capacidad ilimitada de aprender.
Dice que el ser humano es un ser proyectivo: diseña el proyecto de su existencia, decidiendo qué va a ser y eligiendo los medios para conseguirlo. Por eso los humanos progresamos y los animales no. Aunque en realidad somos seres inacabados.
La libertad es otro elemento constitutivo de la persona. Desde el principio debemos decidir lo que queremos ser, pero hay algo en lo que no somos libres: el hecho de existir y nacer libres. Son imposiciones del nacimiento.
El hombre desde que está en el mundo tiene la capacidad de elegir y elegirse a cada instante. Es necesario que se haga a sí mismo, que construya su propia esencia en el transcurso de su camino vital.
Posee también la capacidad de adelantarse a los acontecimientos, poder vislumbrar cuales son las posibles consecuencias o implicaciones de su hacer, ensimismándose, yendo dentro de sí.

## La vocación
Ortega entiende vocación como un proyecto vital que cada hombre tiene que llevar a cabo en esta vida a partir de las circunstancias que le ha tocado vivir.
Hay dos formas de evitarlo: por exceso y por defecto, es decir, por estar totalmente absortos del quehacer diario o porque no hacemos nada.
El proyecto vital de cada persona es su razón de ser. Cada uno tiene que descubrirlo por sí mismo. Si se lleva una vida feliz a pesar de los inconvenientes, ha acertado, si se siente vacío, ha fallado.
O quizás, creer ser feliz, no sea más que una consecuencia de completar esas vocaciones, percibidas subjetivamente, expuestas al error; haciéndose cierto que, la ignorancia es la felicidad, pues nunca alcanzamos a divisar con total claridad, el fin último de lo que llamamos "proyecto" vital.
Aún sabiendo que la elección de éste, es limitado a esas tantas circunstancias, que forman el soporte sobre el cual construiremos, no sin esfuerzo, lo que para cada uno será su verdad y su razón de ser. La felicidad es el fin, la obtención de la "verdad" individual y particular de cada uno, que nos aporte el equilibrio, la paz. Y es ésta paz, el término que refiere a la consecución y a la superación de circunstancias adversas, o al menos limitadoras, que nos hace saber en nuestro fuero más íntimo, que, al menos, estamos trabajando en ello.

## La autenticidad
El ser humano va siendo y dejando de ser a la vez, escogiendo unas oportunidades y desechando otras. Decimos que una persona es auténtica cuando pone en marcha su voluntad para llevar a cabo su proyecto vital.
Es necesario aprovechar las oportunidades que nos brinda el tiempo y que no vuelven a repetirse. La autenticidad consiste precisamente en aprovechar esos tiempos y convertir lo que nos limita en posibilidad, con el fin de llegar a lo que debemos ser.

## Ideas y creencias
Distingue dos modos de conocer. Las ideas pertenecen al conocimiento demostrable, al campo del saber científico, se discuten y tienen un modo consciente. 
Las creencias las tenemos, vivimos con ellas, pero no son discutibles, vivimos a gusto con ellas. 
Vivir en las creencias es cómodo, pero en las ideas es una lucha constante, una cuestión de lo que se piensa y se es. Cuando la lucha cesa y se encuentra tranquilidad, entonces ya se pasa al reino de las creencias. Pero las creencias no son una conquista definitiva. Empiezan a tambalearse en el momento en que el pensamiento las cuestiona. Las ideas no son seguras y siempre cuestionables.

## La sociedad: Masa y minoría
Ortega y Gasset vivió la Primera Guerra Mundial, siendo incapaz de entender cómo el ser humano pudo llegar a semejante barbarie. Sin embargo, ve cómo este tropieza en la misma piedra con la Segunda Guerra Mundial, por lo que se centra en realizar un análisis de la sociedad enferma que ha llevado a esa situación. Con base en ello, distingue varias figuras.
El concepto hombre-masa no se refiere a la clase baja, sino que trata del tipo de persona que se refleja en él, que se considera lleno de derechos pero sin ningún deber, el que tiene un nombre y se permite hacer lo que le plazca. Es un tipo inmaduro que no se tiene que enfrentar a los problemas ni tomar decisiones. Piensa que las naciones se le dieron ya creadas, y que no han sido generadas a través de una lucha constante y progresiva de los hombres excelentes.
La Sabio-bárbaro. Es el ejemplo más representativo de la especialización en lugar del holismo. Su océano de saber especializado le hace pensar que es un sabio, que su disciplina le proporciona todas las respuestas a la existencia. Son los dogmas de dicha disciplina los que le hace comportarse como un bárbaro. Así, si preguntas a un biólogo dogmático qué es la vida, responderá tajantemente y sin cuestionárselo lo más mínimo, "una estructura orgánica igual o superior a la célula".
La minoría es la que antepone los deberes a los derechos, la que tiene un mayor nivel de exigencias que el resto y trata de encontrar la solución a los problemas por sí misma. Representa la excelencia.
La masa va engullendo a las minorías. Los individuos caen en ella, evitando así ser objeto de sus críticas. La masa establece entonces su propia sociedad, es decir, sus propias leyes y normas hechas a su medida. La democracia, entonces, no puede aplicarse por igual en todos los campos.
En este aspecto casi cabría encontrar una relación entre las posturas de Ortega y las de otros pensadores europeos posteriores, pues en última instancia, podríamos asimilar la masa al conformismo, al no querer mejorar, al no querer ir más allá, la masa es en fin el amor a la mediocridad, no la mediocridad en sí misma.